# Ryszard Wołągiewicz
Ryszard Wołągiewicz (ur. 19 czerwca 1933 w Wilnie, zm. 14 stycznia 1994 w Szczecinie) – polski archeolog.

## Życiorys
Syn Fabiana Wołągiewicza (1908-1940) i bratanek Antoniego Wołągiewicza (1898-1940), zamordowanych w Katyniu w ramach zbrodni katyńskiej. Sam wraz z matką i bratem został w czerwcu 1940 zesłany do Republiki Komi. W powojenne i okrojone granice Polski powrócił dopiero w 1946 roku, zamieszkał w Choszcznie i tam ukończył szkołę średnią. W latach 1952–1956 studiował archeologię na Uniwersytecie Adama Mickiewicza w Poznaniu. Studia ukończył broniąc pracę magisterską pt.: "Wędzidła od okresu Hallstatt do wczesnego średniowiecza”. W 1958 został zatrudniony w Dziale Archeologii Muzeum Pomorza Zachodniego (późniejszego Muzeum Narodowego) w Szczecinie. Od 1980 roku był kierownikiem tego działu. Większość jego prac naukowych poświęcona była archeologii okresu przedrzymskiego i rzymskiego epoki żelaza. W 1993 uzyskał tytuł doktorski na podstawie pracy Ceramika kultury wielbarskiej między Bałtykiem a Morzem Czarnym.
Jego żoną była Maria Danuta, córka Macieja Kalenkiewicza. Ryszard Wołągiewicz został pochowany na cmentarzu Centralnym w Szczecinie (kwatera 2b).
Imię Ryszarda Wołągiewicza nosi Muzeum Ziemi Choszczeńskiej w Choszcznie. Zostało ono utworzone w 1994 roku i wcześniej znajdowało się w miejscowości Krzęcin. Szczeciński Oddział Polskiego Towarzystwa Archeologicznego corocznie przyznaje nagrodę jego imienia.

## Badania wykopaliskowe
Uczestniczył w licznych badaniach wykopaliskowych na Pomorzu Zachodnim. Do najważniejszych stanowisk, które badał należą m.in.:
- osada i cmentarzysko w Lubieszewie koło Gryfic
- cmentarzysko kurhanowe w Gronowie koło Drawska
- cmentarzysko z kurhanami i kręgami kamiennymi w Grzybnicy koło Koszalina

## Wybrane publikacje
- Uwagi do zagadnienia stosunków kulturowych w okresie lateńskim na Pomorzu Zachodnim, „Materiały Zachodnio-Pomorskie”, t. V, 1959.
- Oblicze kulturowe osadnictwa Pomorza Zachodniego u progu naszej ery, „Munera archaeologica Iosepho Kostrzewski (...)”, Poznań 1963.
- Uzbrojenie ludności Pomorza Zachodniego u progu naszej ery „Materiały Zachodnio-Pomorskie”, t. IX, 1963 (z żoną Marią Danutą).
- Napływ importów rzymskich do Europy na północ od środkowego Dunaju, „Archeologia Polski”, t. 15, 1970.
- Kręgi kamienne w Grzybnicy, Koszalin 1977.
- kilka rozdziałów w pracy zbiorowej Prahistoria Ziem Polskich, tom V, 1981.
- Ceramika kultury wielbarskiej między Bałtykiem a Morzem Czarnym, Szczecin 1993.